# Хава Махал
Хава Махал е едното крило (крилото с харема) на дворцовия комплекс на махараджата на Джайпур, Савай Пратап Сингх, управлявал от 1778 до 1803 г. Сградата е построена от червен и розов пясъчник във формата на венец на Кришна преди 1799 г.

## Архитектура
Хава Махал е главната туристическа забележителност на Джайпур и един от най-известните образци на архитектурата в Раджпур. Сградата е пететажна с дълбочина от пет до осем метра. Фасадата към улицата 953 малки, изкустно изработени прозорци с решетки, които осигуряват постоянно, леко разхлаждащо въздушно течение, откъдето идва името на двореца: дворецът на ветровете (hawa = вятър, mahal = палат). Прозорците с решетки са позволявали на обитателките на харема да наблюдават спокойно живота на улицата по време на различни церемонии през деня. Многобройните (полу)куполовидните и изтеглените надолу в ъглите покриви отговарят на така наречен бенгалски покрив, който започва да се разпространява в архитектурата на Раджастан.
Входът на Хава Махал от страна на градския дворец става през внушителна красива врата. Тя е отворена към голям вътрешен двор, който има от трите си страни сгради на два етажа и от четвъртата (източна) страна Хава Махал. Малък археологични музей се намира също в двора. От страна на фасадата на сградата няма предвидена входна врата за разлика от другите обикновени сгради. Последните три етажа на двореца са широки само колкото една стая. Достъпът до тези етажи се осъществява не със стълби, а с рампи, които позволяват преминаването на паланкини (покрити носилки), носени от слугите.
Архитект на двореца е Lal Chand Ustad. Дворецът е оформен цветово с използването на червен и розов пясъчник, и той отговаря цветово напълно на духа на Джайпур, наречен още „Розовият град“. Камъкът е декориран с бели бордюри и фигури, за които е използвана негасена вар.

### Символика
Махараджата Савай Пратап Сингх е поклонник на Кришна и поради това общият изглед на „Хава Махал“ напомня на украсената със скъпоценности корона на бога. Безбройните малки покриви и покривни сегменти на сградата са надстроени от също толкова многобройни позлатени калаши, които представляват един от най-старите символи на щастието при хиндуизма.

## Галерия
- Фасада, 2011 г.
- Дворовой фасад, 2010 г.
- Вътрешният двор, 2010 г.
- Вътрешните куполи на външната стена – 2010 г.
- Покривът на сградата - 2010 г.
- Поглед от покрива но двореца към обсерватория и двореца – 2010 г.
- Интериор
- Витраж, който запълва вътрешността с цвят.